# Turris garnonsii
Turris garnonsii é uma espécie de gastrópode do gênero Turris, pertencente a família Turridae.